# Dolomieu (Isère)
Dolomieu település Franciaországban, Isère megyében. Lakosainak száma 3188 fő (2022. január 1.). Dolomieu Saint-Sorlin-de-Morestel, Vasselin, Vézeronce-Curtin, Vignieu, La Chapelle-de-la-Tour, Corbelin, Faverges-de-la-Tour, Saint-Jean-de-Soudain és Les Avenières-Veyrins-Thuellin községekkel határos.

## Népesség
A település népességének változása:
| Lakosok száma | 1283 | 1662 | 2135 | 2735 | 3035 | 3079 | 3167 | 3192 | 3218 | 3188 |
|               | 1968 | 1982 | 1990 | 2006 | 2013 | 2015 | 2017 | 2019 | 2020 | 2022 |